# Hasan Ait Sebah
Hasan Ait Sebah (23 de agosto de 1969) es un deportista marroquí que compitió en judo. Ganó una medalla de bronce en el Campeonato Africano de Judo de 1996 en la categoría de –95 kg.

## Palmarés internacional
| Campeonato Africano | Campeonato Africano   | Campeonato Africano | Campeonato Africano |
| Año                 | Lugar                 | Medalla             | Categoría           |
| ------------------- | --------------------- | ------------------- | ------------------- |
| 1996                | Sudáfrica (Sudáfrica) | Medalla de bronce   | –95 kg              |